# Shinkyokushin
Shinkyokushin-kai (新極真) é um dos estilos de caratê que surgiu dos ensinamentos ministrados pelos discípulos diretos do mestre Mas Oyama que não concordavam com o rumo que o estilo kyokushin estava tomando, assim criaram a nova escola Shinkyokushin-kai, mas seguindo a mesma filosofia do Mestre Oyama', adicionando o kanji "Shin" que significa "novo", mas mantendo o "kyokushin" (caminho da verdade).

## História
Após a morte do mestre Mas Oyama em 1994, a Organização Internacional do karatê (IKO), fragmentou-se e vários discípulos diretos do mestre Oyama formaram seus grupos usando o nome kyokushin. No entanto os discípulos mais velhos e próximos do mestre mantiveram o trabalho tradicional ortodoxo do kyokushin, dando continuidade e segmento inclusive nos campeonatos mundiais.
A Organização Internacional do karatê (IKO) era presidida pelo senhor Yukio Nishida, intitulada de Família Oyama, pois havia aval da senhora Oyama. Visto que estavam sendo confundido e outras pessoas auto se denominando como IKO1, IKO2 etc. Também tinham autorização da senhora Oyama para o uso do nome Kyokushin, como também dos emblemas e kanji.
A IKO após a saída de Yukio Nishida da presidência, foi sucedida por Keiji Sanpei, que por sua vez foi sucedido por Yasuhiro Shichinoh e finalmente em 2001 porKenji Midori.
Após a assembleia geral realizada no ano de 1999 com os alunos diretos do mestre Oyama, Shihan Kenji Sampei, Shihan Kenji Midori, Shihan Isuharu Fujihara, Shihan Issao Kobayashi, Shihan Kazuo Miyoshi, entre outros, decidiram pela  alteração do nome e kanji para não mais serem confundidos com a outras organizações. Assim sob a liderança Midori a organização mudou oficialmente o seu nome para Organização Mundial do karatê Shinkyokushinkai (World Karate Organization Shinkyokushinkai) em 2003. Hoje, Midori (7.º dan), ainda ocupa o cargo de kancho (Presidente) da WKO Shinkyokushinkai.
Assim, em 2003 foi oficialmente divulgado para o mundo no 8.º Campeonato Mundial, realizado em Tóquio, de fato e de direito nasce o WKO Shinkyokushinkai, o novo caminho da verdade.

## Graduação
| Branca - 10º Kyu        |
| Laranja - 9º Kyu        |
| Azul - 8º e 7º Kyu      |
| Amarela - 6º e 5º Kyu   |
| Verde - 4º e 3º Kyu     |
| Marrom - 2º e 1º Kyu    |
| Preta (1º ao 10º "Dan") |

## Presidentes
Atualmente a Organização Mundial do Caraté (WKO) é presidida mundialmente por shihan Kenji Midori, e no Brasil a organização Shinkyokushin possui seu Honbu Dojo na cidade de Barueri e é liderada pelo shihan Denivaldo Carvalho. 6º Dan e mais graduado no país. Ele também é presidente da WKO Shinkyokushin Brasil, conforme informações da própria organização. Além disso, ele supervisiona diversos outros branchs e dojos no Brasil.
Outros presidentes na América do Sul: Sérgio Pini na Argentina; Francisco Cornejo no Chile; Javier Rojas no Paraguai; Hector Chavera no Peru e Eduardo Garcia no Uruguai.